# Elana Eden
Elana Lani Cooper (hebreo: לייני אילנה קופר; Bat Yam, Israel, 1 de mayo de 1940), conocida artísticamente como Elana Eden, es una actriz israelí de cine, teatro y televisión, destacada por su debut cinematográfico en la película bíblica La historia de Ruth (1960), en la que interpreta a la protagonista.

## Primeros años

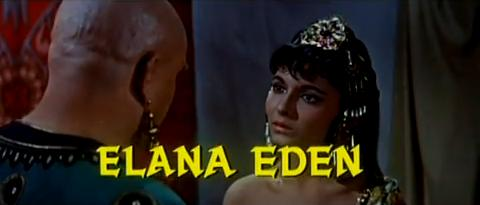
En el tráiler de la película La historia de Ruth (1960)

Nacida en la ciudad israelí de Bat Yam en el distrito de Tel Aviv, Eden estudió en una escuela rural de los 13 a los 17 años.  Su padre trabajaba de día en el campo y de noche montaba guardia. Su madre fue enfermera. Se graduó de la escuela del Teatro Nacional Habima e hizo su debut teatral en la obra Lisístrata en la que participó en más de cincuenta funciones en distintos lugares de Israel.

## Filmografía
| Año  | Título                    | Rol           | Notas                        |
| ---- | ------------------------- | ------------- | ---------------------------- |
| 1960 | This Is Your Life         | Ella misma    | Episodio "Mervyn LeRoy"      |
| 1960 | La historia de Ruth       | Ruth          | Debut cinematográfico        |
| 1961 | Adventures in Paradise    | Shasme Hasmar | Episodio "Who Is Sylvia?"    |
| 1961 | The Barbara Stanwyck Show | Anna          | Episodio "The Hitch-Hiker"   |
| 1966 | Trunk to Cairo            | Hadassa       | Acreditada como "Ilana Foch" |